# Jesús Lalinde Abadía
Jesús Lalinde Abadía (Madrid, 13 de abril de 1920 — Castelldefels (Barcelona), 28 de marzo de 2007) fue un historiador español especializado en Derecho medieval en la Corona de Aragón.

## Biografía
Hijo del periodista y maestro Luciano Lalinde y de Caridad Abadía, al final de la Guerra Civil fue recluido por el bando franquista en el campo de concentración de Albatera, en la provincia de Alicante. Posteriormente estudió Derecho en Madrid. Más tarde en la Universidad de Barcelona. Discípulo de José María Font Ríus, allí obtuvo el doctorado con un trabajo dedicado al Virreinato de Cataluña. En 1959 obtuvo el premio Menéndez Pelayo del Consejo Superior de Investigaciones Científicas por su obra La Gobernación general en la Corona de Aragón. Ganó por oposición la cátedra de Historia del Derecho Español de la Universidad de Zaragoza el 2 de abril de 1966. También ha sido catedrático de la Universidad de La Laguna, de Barcelona y de San Sebastián. Casado con Anne-Marie Jürss, tiene dos hijos.
Destaca internacionalmente por su labor como historiador del derecho español y como estudioso de las instituciones de la Corona de Aragón y del derecho medieval aragonés y catalán.
Ha publicado artículos en diversas revistas especializadas, entre las que destacan Anales de Historia del Derecho Español, Cuadernos de Historia de España, Anuario de Estudios Medievales, Revista Jurídica de Cataluña y Anuario de Estudios Atlánticos; y colabora con el Instituto Nacional de Estudios Jurídicos del Consejo Superior de Investigaciones Científicas y el Ministerio de Justicia de España. Ha intervenido en distintas convocatorias del Congreso de Historia de la Corona de Aragón.
Escribió los capítulos dedicados a la ordenación política e institucional y a la expansión mediterránea de la Corona de Aragón de la Historia de España de Ramón Menéndez Pidal, y monografías de referencia sobre la historia del derecho español y universal. Su Iniciación histórica al Derecho español, publicado en 1970 y posteriormente ampliado y revisado, es uno de los más difundidos manuales universitarios sobre esta materia.
Ingresó en 1988 en la Academia de Buenas Letras de Barcelona con un discurso que versaba acerca del poder, la represión y la Historia.

## Obra
- Capítulos «La ordenación política e institucional de la Corona de Aragón» y «La expansión mediterránea de la Corona de Aragón (siglos  XIII-XIV)», vol. II: El reino de Navarra. La Corona de Aragón. Portugal, en La expansión peninsular y mediterránea (c. 1212 - c. 1350), Historia de España Menéndez Pidal, tomo XIII. Libro 23. ISBN 978-84-239-4824-6.
- La dote y sus privilegios en el Derecho catalán, Barcelona, Anábasis, 1962.
- La Gobernación general en la Corona de Aragón, Madrid, CSIC, 1963.
- La institución virreinal en Cataluña, Barcelona, Instituto Español de Estudios Mediterráneos, 1964.
- Capitulaciones y donaciones matrimoniales en el Derecho Catalán, Barcelona, Cátedra Durán y Bas, 1965.
- «El régimen virreino-senatorial en Indias», Anuario de historia del derecho español, núm. 37, 1967, págs. 5-244.
- Iniciación histórica al Derecho español, Barcelona, Ariel, 1970. Reed. ampliada en Universidad de Barcelona, 1995; revisada en 1998.
- Derecho histórico español, Barcelona, Ariel, 1974.
- Los Fueros de Aragón, Zaragoza, Librería General, 1976. (4.ª ed. de 1985).
- La Corona de Aragón en el Mediterráneo Medieval (1229-1479), Zaragoza, Institución «Fernando el Católico», 1979.
- La administración española en el siglo XIX puertorriqueño: (pervivencia de la variante indiana del decisionismo castellano en Puerto Rico), Sevilla, Publicaciones de la Escuela de Estudios Hispano-Americanos de la Universidad de Sevilla, Escuela de Estudios Hispano-Americanos, 1980. ISBN 9788400045760
- El derecho en la historia de la humanidad, Universidad de Barcelona, 1982.
- «El Derecho común en los territorios ibéricos de la Corona de Aragón», en España y Europa, un pasado jurídico común. Actas del I Simposio Internacional del Instituto de Derecho Común. Murcia 26 al 28 de marzo de 1985. Antonio Pérez Martín; Universidad de Murcia; Publicaciones del Instituto de Derecho Común, Murcia, 1986, págs. 145-178.
- Rey, Conde y Señor. El nacionalismo de los Reinos y tierras del Rey de Aragón, Barcelona, Editorial Aragò, 1988.
- «Las Cortes y Parlamentos en los Reinos y tierras del Rey de Aragón», Aragón: Historia y Cortes de un Reino. Exposición en el Palacio de la Aljafería, 23 de abril - 23 de junio de 1991. Autores secundarios: Aragón. Zaragoza, Cortes de Aragón; Ayuntamiento de Zaragoza, 1991, págs. 89-99. ISBN 84-86807-64-6